# ولتجر (دهانه)

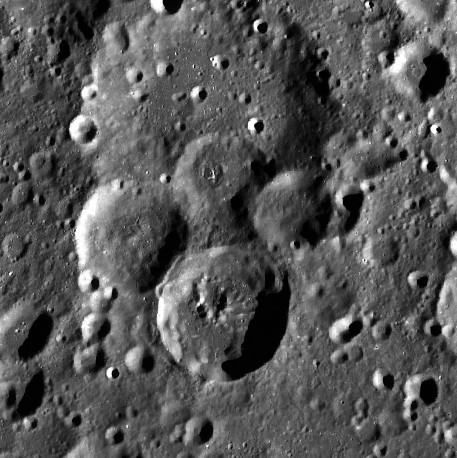
دهانه برخوردی ولتجر (پایین‌ترین دهانه در زیر مرکز)، عکس‌برداری شده توسط مدارگرد شناسایی ماه

ولتجر یک دهانه برخوردی در ماه است.

## دهانه‌های اقماری
این دهانه ۲ دهانه اقماری دارد.
| Woltjer | عرض جغرافیایی | طول جغرافیایی | قطر          |
| ------- | ------------- | ------------- | ------------ |
| P       | ۴۳٫۴° N       | ۱۶۱٫۵° W      | ۳۳٫۰ کیلومتر |
| T       | ۴۵٫۱° N       | ۱۶۴٫۷° W      | ۱۵٫۰ کیلومتر |